# Karolingisk arkitektur

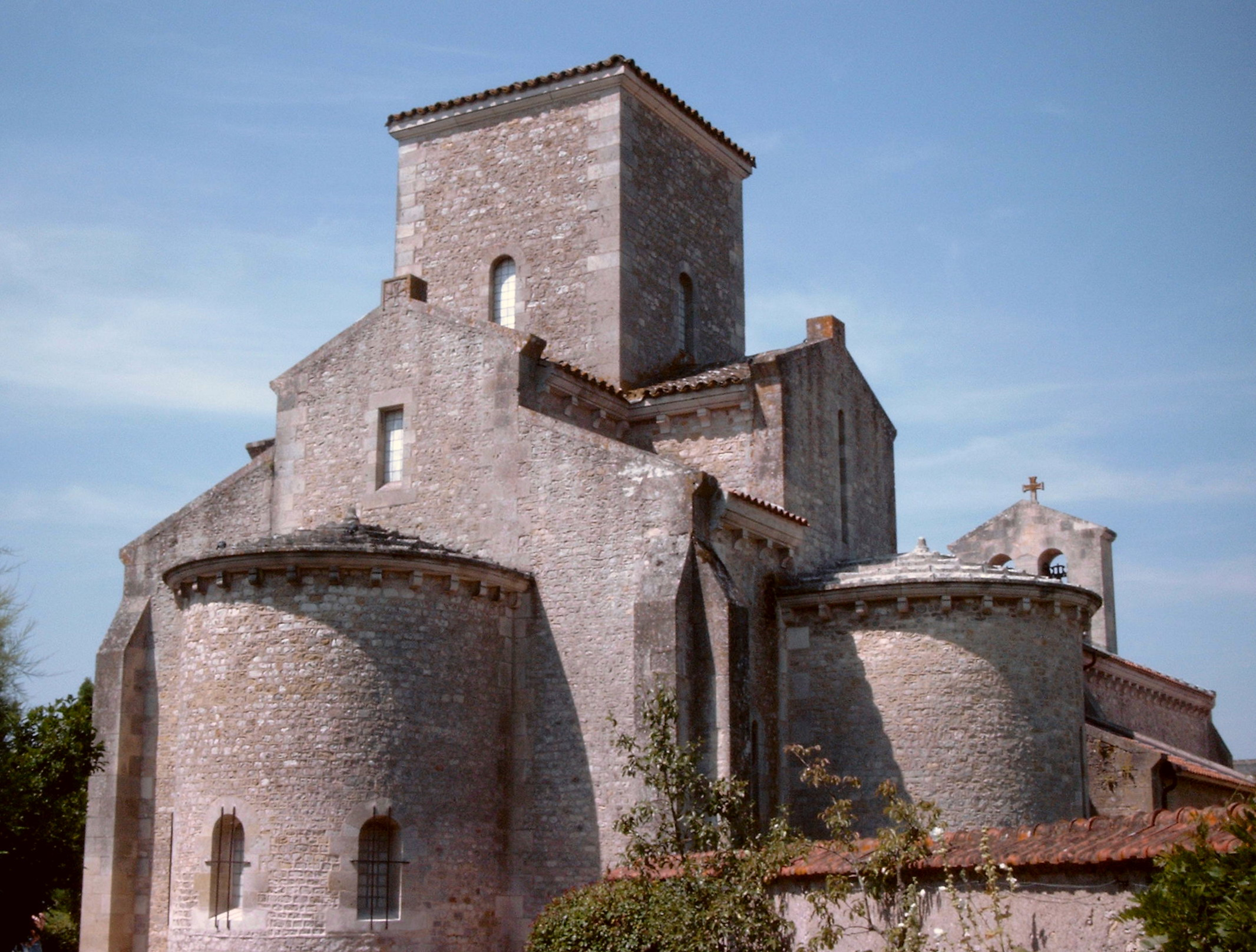
Palatskapellet i Germigny-des-Prés byggt 806 i karolingisk stil.

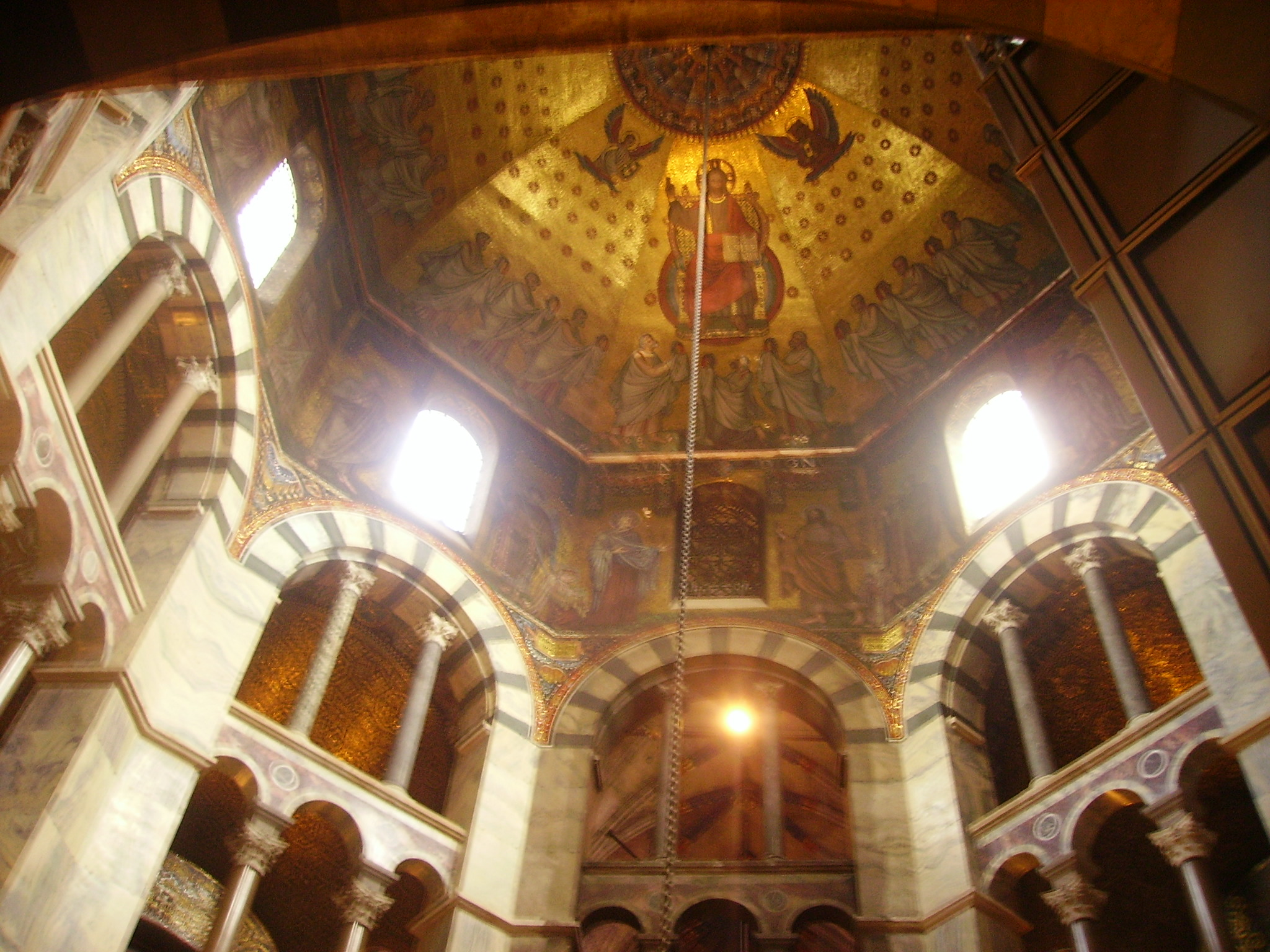
Interiör i Aachens domkyrka, byggd runt år 800.

Av den karolingiska arkitekturen finns mycket lite bevarat. Det främsta byggnadsverket är Karl den stores palatskapell i Aachen (sedermera en central del av Aachens domkyrka). Formviljan under perioden 700-911 bär tydliga influenser från Ravenna och Rom och kan sägas utgöra ett förstadium till gotiken.

## Kyrkobyggnader
En typisk karolingisk kyrkobyggnad bestod av två sidoskepp, rundbågearkader, bemålade friser, klerestorium, platt trätak, triumfbåge, transept, kor med absid, ett västverk ofta med absid och tvärskepp.

## Platser
- Aachen
- Germigny-des-Prés
- Centula
- Oberzell och Mittelzell, Reichenau, 800-talet
- Klostret i Lorsch